# Lista över rollfigurer i Neon Genesis Evangelion
Detta är en lista över rollfigurerna i animen Neon Genesis Evangelion och filmen End of Evangelion.

## Evangelion-piloter

### Första barnet Rei Ayanami
Rei Ayanami (綾波レイ Ayanami Rei) är det första barnet och Evangelion 00:s pilot. Hon skildras som en socialt tillbakadragen person och interagerar väldigt sällan med andra individer. Reis kalla, tysta och känslolösa personlighet drar på sig hennes klasskamraters förundran, till exempel kallar Asuka henne för en docka. Under NERV:s kärna hålls ett antal kloner av henne undangömda för att en dag användas som kärnor i dummy plugs. Trots att hon en gång i tiden enbart umgicks med general Ikari byggs en viss relation mellan henne och Shinji upp efter slaget mot aposteln Ramiel, och utvecklas senare. I mangan kommer hon mycket närmare Shinji än i animen.
Hennes fysiska och genetiska utseende har viss betydelse för serien. Det är uppenbart att hon är den direkta motsatsen till Asuka, inte enbart i sin personlighet, utan även utseendemässigt. Asuka är ytterst social, emotionell och våldsam medan Rei är raka motsatsen. Asuka har långt rött hår och blåa ögon medan Rei har röda ögon och kort blått hår. Dessa färgmotsatser mellan rollfigurerna kan också ha att göra med skillnaderna mellan hur de ses av andra personer och vad deras sanna känslor är. Men Gainax karaktärsdesigner har sagt att Reis färgsättning var tänkt att göra henne mer utmärkande, så färginversionen kan vara tillfällig. En annan teori är att Yui Ikaris utseende blandades med Liliths och resulterade i Reis utseende.
Det antyds att Rei har dött två gånger; i serien säger hon själv att "Jag tror att jag är den tredje," kort efter sin död då Evangelion 00 självförstördes, en händelse hon själv inte kunde komma ihåg. Den första Rei visar sig ha dött som litet barn då doktor Naoko Akagi stryper henne efter att Rei låtit henne veta att Gendo Ikari hade kallat henne en "oanvändbar gammal häxa". Förklaringen till dessa återfödslar är att hennes själ och de flesta av hennes minnen överförs till en av hennes kloner varje gång hon dör, vilken sedan tar hennes plats som om hon aldrig hade dött.

### Andra barnet Asuka Langley Soryu
Asuka Langley Soryu (惣流・アスカ・ラングレー Sōryū Asuka Rangurē) är det andra barnet, Evangelion 02:s pilot. Hon härstammar från Tyskland men är amerikansk medborgare. Hennes mor, Kyoko Zeppelin Soryu, blev mentalt instabil efter ett experiment med Evangelion och började tro att en Asuka-liknande docka var hennes verkliga dotter till den grad att hon komplett ignorerade Asuka. Modern begick självmord den dag Asuka blev utvald att bli Evangelionpilot, och hittades av dottern då hon fortfarande hängde från taket. Dagen då hennes mor begravdes gav Asuka sig själv löftet att hon aldrig mer skulle fälla tårar. Händelsen födde ett hat mot alla slags dockor och dockliknande ting, såsom Rei Ayanami. Det är också orsaken till hennes kraftiga längtan efter oberoende från andra. Asukas far gifte sig senare med en kvinna som Asuka inte känner något för. Hon har ett behov av att verbalt och ibland även fysiskt ge sig på andra personer, förutom sin vän Hikari, och sin kärlek Kaji, Misatos tidigare fästman som är mer än dubbelt så gammal som hon. På sina bättre dagar kan hon vara relativt öppen och vänlig.
Som pilot känner Asuka stor rädsla för att bli sedd som otillräcklig, vilket får henne att ofta angripa Shinji och Rei. Hennes stolthet och hänsynslöshet påverkar hennes resultat, hon är avundsjuk på vad hon ser som NERV:s särskilda behandling av Shinji och Rei och under en apostels attack, då Evangelion-piloterna desperat försöker navigera genom NERV:s lamslagna komplex, försöker hon provocera Rei genom att kalla henne "general Ikaris favorit".

### Tredje barnet Shinji Ikari
Shinji Ikari (碇シンジ Ikari Shinji) är det tredje barnet och Evangelion 01:s pilot. Han är son till Gendo och Yui Ikari. Lämnad av sin far efter moderns död flydde Shinji ofta från svåra situationer. Som pilot slås han ofta av panik och reagerar väldigt långsamt på oväntade händelse. Med hjälp av stödet från kapten Misato lär han sig att bli mindre feg, mer social och mer självsäker, men hans framsteg tillintetgörs då han tvingas döda den enda person som någonsin uttryckt kärlek gentemot honom. Hans enda vänner är Toji och Kensuke, men han bryr sig också mer om Rei än han själv är medveten om, trots att de andra runt honom anser att hans känslor är uppenbara. Trots Reis existens är Asuka en sexuell närvaro i hans liv och visas som en ytterst viktig person för honom senare i serien. Det visas inte öppet, men deras relation är en stark drivande kraft för dem båda genom hela handlingen. Deras förvirrade, ständigt växlande interaktion är en källa till betydande skuldkänslor och spänning för båda två. Medan Asuka attraheras av Shinji är hon rädd för att öppet visa sig vara beroende av någon; så i stället retar hon honom, ofta med sexuella övertoner, i hopp om att provocera fram ett närmare förhållande. Nämnvärt är att hon ger honom hans första kyss, insinuerat som en handling av uttråkning (men i director's cut klargörs att det betydde mer för henne). På grund av sina emotionella problem är Shinji dock inkapabel att se meningen i Asukas handlingar, och blir endast förvirrad och sårad av hennes våldsblandade försök till närmanden.
Då Asuka konstant belastar honom med anklagelser är hans mest naturliga reaktion att dra sig tillbaka och gömma sig, både emotionellt och bokstavligt. Detta gör saken värre genom att Asuka blir mer och mer frustrerad av avsaknaden av förväntade reaktioner från Shinji mot hennes närmanden. Hon blir därför mer rå gentemot honom, vilket får honom att dra sig tillbaka ännu mer och därigenom sluts cirkeln. Deras spända förhållande når en brytpunkt mot seriens slut när Asukas stress får henne att dra sig tillbaka själv och Shinji försöker uppmuntra henne, men kallt avvisas. När Asuka senare har hamnat i ett stadium av koma och Shinji också har gått igenom otroliga mentala påfrestningar, besöker han henne på sjukstationen för att be henne om hjälp, men masturberar till slut över hennes halvnakna och medvetslösa kropp. Fylld av skuldkänslor och fullständigt förlorad mot sitt eget självhat hamnar Shinji i ett stadium väldigt likt Asukas. När Shinji till slut avvisar Instrumentality finner han sig själv och Asuka som de enda människorna kvar i världen. Han är dessutom fast i en 'kärlekstriangel' med Asuka Langley Soryu och Rei Ayanami.

### Fjärde barnet Toji Suzuhara
Toji Suzuhara (鈴原トウジ Suzuhara Tōji) är det fjärde barnet och tillfälligt Evangelion 03:s pilot. Han är en kraftfull individ, i det närmaste en stereotyp, och i konstant konflikt med Asuka. Hans syster skadades i slaget mellan den tredje aposteln och Evangelion 01, styrd av Shinji, och han attackerar därför Shinji då han ser honom som skyldig till sin systers skada. Men efter att ha bevittnat Shinjis lidande under dennes strid mot den fjärde aposteln väcks hos Toji en viss respekt gentemot honom, och en vänskap börjar utvecklas.
Samma dag som Toji blir Evangelion 03:s pilot tas denna över av den trettonde aposteln, Bardiel, och förstörs av Evangelion 01 i det efterföljande slaget. Toji skadas allvarligt då hans dummy plug krossas vilket gör att han förlorar en arm och ett ben. I mangan nämns det uttryckligen att han dör.

### Femte barnet Kaworu Nagisa
Kaworu Nagisa (渚カヲル Nagisa Kaworu) är det femte barnet och den sjuttonde aposteln, Tabris. Han sänds till NERV av SEELE som ersättare till Evangelion 02 efter att Asukas synkroniseringsvärden sjunker under noll. SEELES egentliga planer är att snabba på Human Instrumentality Project genom detta. Kaworu uttrycker kärlek gentemot Shinji, men Hideako Anno förnekar att han skulle vara homosexuell. Mot slutet av serien bryter han sig in i Terminal Dogma för att återvända till Adam och initiera Third Impact, men då han upptäcker att varelsen där är Lilith ber han Shinji att döda honom. Efter hans död i avsnitt 24 ses han inte igen förrän i End of Evangelion, då han dyker upp under början och mitten av Third Impact.

## Personal på NERV

### Gendo Ikari
Gendo Ikari (碇ゲンドウ Ikari Gendō) är NERV:s befälhavare. Han är ansvarig för forskningen utförd på Evangelions, Rei Ayanami och Human Instrumentality Project. Han är far till det tredje barnet, Shinji Ikari, och Reis beskyddare. Hans ursprungliga efternamn var Rokubungi men bytte det till Ikari efter att han gifte sig med Yui. Då serien börjar är han den enda person som egentligen har en relation till Rei Ayanami. Under tiden handlingen framskrider avslöjas både hans skrupelfria förflutna och hans intensiva kärlek till sin fru Yui. Han bär viss likhet med animens regissör Hideaki Anno.

### Kōzō Fuyutsuki
En gång i tiden var Kōzō Fuyutsuki (冬月コウゾウ Fuyutsuki Kōzō) lärare inom metabiologi på Kyoto universitet men är nu andre befälhavare på NERV under Gendo Ikari. Numera är han militär, trots det intryck av viss lättsamhet han inger. I animens director's cut avslöjas att han hade en sorts utbildning som apotekare men att han antingen förlorat eller aldrig fått licens för detta arbete. Under seriens gång ges inga insinuationer att han skulle ingå i ett romantiskt förhållande med någon eller vara beroende av någon. I flera flashback-sekvenser i avsnittet The Birth of NERV föreslår några av hans elever och hans överordnade professor (som innan dess föreslår honom att ta Yui Ikari som hans personliga assistent) att han borde vara mer social; detta ger intrycket att Fuyutsuki är en klassisk tillbakadragen akademiker och möjligtvis en evig ungkarl. Strax efter att ha påbörjat sin akademiska (och platoniskt tilldragande och stöttande) relation med Yui Ikari ger hans överordnade på institutionen honom order att inleda ett liknande arrangemang med Gendo Rokubungi.
Fuyutsukis tidiga omdöme om Gendo Ikaris personlighet (i director's cut textas hans minnen från deras första möte på polisstationen som en riktig bastard) styrktes under uppdraget till Antarktis då Fuyutsuki började misstänka att Gendos kollegor i SEELE är mycket starkare och farligare än han först insåg. Det tvivel, som väcktes under resan, ledde till hans upptäckt av de sanna omständigheterna som ledde till Second Impact och SEELE:s inblandning i katastrofen.
Efter att Fuyutsuki hotat Gendo Ikari med att avslöja den massiva lögnen kring Second Impact för allmänheten tog Ikari med honom till Geofronten och Central Dogma för att visa honom en ofullständig prototyp av Evangelion. Under denna demonstration bad Ikari Fuyutsuki att samarbeta med honom och "skapa en ny framtid för mänskligheten, tillsammans med mig". Fuyutsuki accepterade detta förslag och började hjälpa Gendo Ikari. Om denna överenskommelse ingicks på grund av idealism eller självbevarelsedrift förklaras inte. I filmen The End of Evangelion nämns att SEELE hotade Fuyutski med att han skulle "försvinna".
Trots att Fuyutsuki inledningsvis ogillade Gendo Ikari är det uppenbart att han blir det närmaste en betrodd person Ikari har i serien. I många avsnitt kan Fuyutsuki ses som ett slags Gendo Ikaris externa medvetande; trots hans något buttra personlighet är Fuyutsuki genuint orolig för dem som är under hans befäl, men då han också besitter vetskapen om SEELE:s sanna mål med Instrumentality måste han balansera sin medkänsla mot Ikaris hänsynslöshet i dennes jakt på SEELE:s agenda och Ikaris eget hemliga mål, att återförenas med sin hustru Yui. Ikaris beroende av Fuyutsuki som både en betrodd person och officer visas många gånger genom de initiativ som Fuyutsuki tar utan att vänta på order från Ikari.
Som nämnt och insinuerat tidigare i serien, medan han uppenbarligen var vänligt ställd mot Yui bibehöll Fuyutsuki hela tiden en professionell respekt gentemot henne. Det förklaras inte närmare hur experimentet som dödade henne och integrerade hennes själ i Evangelion 01 påverkade honom. Djupet av hans känslor för henne visar sig då han precis innan han löses upp i LCL under Instrumentality i End of Evangelion ser Lilith-som-Yui närma sig för att hålla om honom under hans övergång till ett kroppslöst stadium.

### Misato Katsuragi
Misato Katsuragi (葛城ミサト Katsuragi Misato) är operativ officer på NERV, till en början med rangen kapten men senare som major. Vid ett flertal tillfällen under serien, mest nämnvärt i slaget mot aposteln Ramiel, visar hon snabb taktisk förmåga kombinerad med oortodoxa lösningar, lika effektiva som deras standardiserade motsvarigheter. Denna kombination tillsammans med en viss grad av mod och självsäkerhet i hennes arbetsliv är raka motsatsen mot hur hon är som civilperson. Som person ger hon intrycket av att vara väldigt ensam och trots hennes uppenbart lösa syn på relationer väljer hon att leva ensam till dagen då Shinji anländer.
Senare avslöjas att hon endast har haft en enda man i sitt liv, Ryoji Kaji, med vilken hon hade en viss relation, och detta erkänner hon endast efter ett medvetet försök att komma över sin egen motvilja genom att, med hennes egna ord, "få upp modet att falla ner berusad". Att ta hand om Shinji tjänade henne flera syften, varav ett är att ge honom någonstans att bo, men detta utvecklades snabbt till en i det närmaste familjär relation då Misato inser hur Shinjis beteendemönster i det dagliga livet påminner henne om hennes eget. Denna semi-familjära relation kom senare att inkludera Asuka, men inte utan viss friktion på grund av Asukas aggressiva personlighet och hennes ständiga fördömanden av Shinji.
Misato var tillsammans med sin far på Katsuragi-expeditionen till Antarktis under Second Impact. Innan hennes far dog lämnade han den då fjorton år gamla Misato i en skyddande kapsel (vilken påminner om en entry plug och måste ha haft sitt eget AT-fält för att kunna förklara att hon överlevde en explosion som förintade en hel kontinent och orsakade en våg så hög att den förstörde kusterna på alla kvarvarande kontinenter jorden runt). Innan hon räddades ådrog hon sig svåra skador; ett djupt vitt ärr över hennes kropp skulle aldrig komma att försvinna. Hon nämner aldrig hur det hände och ger inga detaljer. Efter katastrofen och sin räddning slutade hon tala och drog sig tillbaka från all social interaktion i två år. Fuyutsuki ser denna stumma, fullständigt tillbakadragna kvinna ombord på forskningsfartyget i vattnen runt det som är kvar av Antarktis och får höra kommentaren att hon "har sett helvetet från första parkett". Det förklaras inte vad som fick henne att återuppta normalt beteende och socialt umgänge. Trots att hon är tacksam mot att hennes far räddade hennes liv erkänner hon att hon hatar honom, då han ägnade sitt liv åt sitt arbete och inte gjorde tillräckligt för sin hustru och sin dotter. Misato bär alltid ett kors runt halsen som hennes far fäste där innan han stängde kapseln.
Efter perioden av stumhet förändrades hennes personlighet då hon började studera och mötte Ritsuko, som beskrev Misatos beteende som att hon "tar igen tiden hon förlorade". Då serien börjar är hon väldigt utåtriktad, och en stor brukare av alkohol. Detta förklaras med att hon alltid var brudtärnan men aldrig brud, vilket blir än värre då Kaji, den enda man hon älskade, dödas. Hon visar stor oro för Evangelion-piloterna som är under hennes kommando och agerar i det närmaste som en surrogatmor åt Shinji. I filmen The End of Evangelion ändras denna relation då hon i en scen ger Shinji en kyss och säger att när han återvänder så "gör vi resten". Genom att på så sätt chocka honom ur sitt depressiva och självmordsbenägna stadium lyckas hon utnyttja hans tillfälliga orienteringslöshet. Hon knuffar in honom i hissen mot Evangelion och räddar därmed Shinjis liv och får Human Instrumentality Project att avancera ytterligare. Misato dör strax därefter, men visas i avsnitt 25 och 26 som mentor åt Shinji efter Instrumentality, vilket har orsakat spekulationer om huruvida Instrumentality hade effekt på samtliga själar, både de som redan var döda vid tidpunkten av Third Impact och de som fortfarande var vid liv.

### Ritsuko Akagi
Ritsuko Akagi (赤木リツコ Akagi Ritsuko) är NERV:s ledande forskare. Som dotter till den avlidna Naoko Akagi, utvecklaren av MAGI-superdatorerna, är hon en ensam, kylig och intelligent kvinna hängiven sitt arbete och i viss mån sitt fritidsintresse, katter. I flashbacksekvenser berättas att hon var en av Misatos första vänner efter Second Impact. Ritsuko har också alltid kommit väl överens med Kaji, i vissa fall genom skämtsamma närmanden, vilket av fans ofta misstolkas som en tidigare romans. Tillsammans med Gendo Ikari och Fuyutsuki är hon en av de personer på NERV som är fullt medveten om Evangelions sanna natur och syftet med Instrumentality Project. Likt Ikari, och olikt Misato, är Ritsuko villig att offra Evangelions piloter om situationen verkar kräva det. I senare avsnitt avslöjas att hon hade ett förhållande med Gendo Ikari, vilket fick henne att känna sig bedragen när hon insåg att han enbart använde henne för sina egna syften, en spegling av hennes mors öde. Som hämnd förstör hon Reis kvarvarande kloner. I The End of Evangelion dödas hon av Gendo när hon försöker stoppa honom från att inleda Third Impact genom att aktivera Geofrontens självförstörelse, men sviks av Kaspar, den tredje delen av Magi som innehåller moderns, Naoko Akagis, kvinnliga personlighet, och som avbröt hennes kommando.

### Ryoji Kaji
Ryoji Kaji (加持リョウジ Kaji Ryōji), som egentligen enbart är officer, arbetar i hemlighet åt SEELE för att ta reda på NERV:s sanna planer. Under sin skolgång hade han ett allvarligt förhållande med Misato, och lång tid efter att de skildes åt möts de igen på FN-flottan under dess transport av Evangelion 02 och dess pilot Asuka Langley Soryu till Japan. Efter att Kaji återvänt till NERV:s högkvarter återupptog de i viss mån sin romantiska relation med ömsesidigt retande och förolämpningar. Misato sade att hon lämnade honom för att han påminde henne om hennes far. Ryoji Kaji dödas senare av en anonym person, omnämnd som en "tredje part som arbetar åt antingen SEELE eller NERV". I mangan dödas han av Ikari personligen.

### Makoto Hyuga
Makoto Hyuga (日向マコト Hyūga Makoto) är förste löjtnant på NERV och en av de tre ledande teknikerna som arbetar direkt under Ikari och Fuyutsuki i Central Dogmas kommandocentral, tillsammans med Aoba och Ibuki. Hyuga kan ge intrycket av att vara en stereotyp nörd som läser manga på sin fritid, men är en högt begåvad tekniker med en hög grad av mod.
Hade det inte varit för Hyugas snabba beslut att ta kontroll över en politisk organisations minibuss för att snabbt ta sig till NERV:s strömlösa högkvarter, för att varna den instängda personalen, hade anläggningen troligen blivit förstörd av aposteln Mataraels attack.
Ett ytterligare exempel på hans mod var när misstankarna om att Kaworu är den sjuttonde aposteln bekräftades, då denne utan svårigheter bröt sig igenom NERV:s säkerhetssystem på väg till Terminal Dogma. Shinji och Evangelion 01 sändes för att konfrontera Kaworu och Evangelion 02 som agerade livvakt. Misato gav Hyuga order om att förbereda anläggningens självförstörelse hellre än att låta Third Impact initieras. Hyuagy påbörjade dessa åtgärder medan han sade att han inte kunde föreställa sig ett bättre sätt att avsluta sitt liv på än att dö vid Misatos sida. Den sanna vidden av hans känslor för henne avslöjas då Lilith under Third Impact möter honom i form av Misato när han löses upp i LCL.

### Maya Ibuki
Maya Ibuki (伊吹マヤ Ibuki Maya) är förste löjtnant på NERV och arbetar huvudsakligen som tekniker tillsammans med Ritsuko Akagi. Hennes huvuduppgift under slagen mot apostlarna är att övervaka synkroniseringsvärdena hos Evangelions piloter och skicka kommandon till piloterna på order av Misato eller Gendo Ikari. Under hennes implementation i End of Evangelion skriver Lilith (i form av Ritsuko) "I need you" på Mayas bärbara dator, för att sedan hålla om henne då hon under extas upprepade gånger utstöter orden "Senpai!", innan hon löses upp i LCL. Denna scen är den enda som visar tecken på att hon skulle ha känslor för Ritsuko, vilka därmed inte kan bekräftas.
Trots sitt val av yrke avskyr Maya all slags våld och ses ofta bli upprörd och vända bort blicken under slagen mot apostlarna. I End of Evangelion är Maya NERV:s enda officerare som vägrar att försvara sig mot JSSDF:s soldater. Shigeru erbjuder henne ett vapen, men hon avböjer med orden "Jag kan inte använda den här saken", inte för att hon är obegåvad, men för att hon aldrig har skjutit mot en människa. Under större delen av filmens andra del håller hon sig gömd under sitt skrivbord, kramande en kudde.

### Shigeru Aoba
Shigeru Aoba (青葉シゲル Aoba Shigeru) är förste löjtnant på NERV och tekniker tillsammans med Maya och Hyuga. Han är både en stereotyp metalhead, nihilist och kan vid ett flertal tillfällen ses spela luftgitarr. Under hans implementation tvingar Lilith sig genom hans AT-fält genom att bombardera honom med en vägg av Reis, vilket får honom att skrika av rädsla. Denna scen har tolkats som att Lilith använder sig av en mer offensiv taktik, eftersom Shigeru saknar människor han litar på eller älskar tillräckligt mycket för att låta sig påverkas av, och är en ensam och bitter människa bakom sin fasad av cynism. Hans karaktär utforskas inte ingående under serien.

## Personal på GEHIRN

### Naoko Akagi
Naoko Akagi (赤木ナオコ Akagi Naoko) var Ritsukos mor. Hon var skaparen av Magi-superdatorerna och GEHIRN:s tidigare huvudtekniker. Magi-datorerna byggde på tre principer av hennes liv: Naoko som forskare (Melchior), Naoko som mor (Balthasar) och Naoko som kvinna (Kaspar). Vidare implementerades hennes personlighet i Magis organiska system så att den har kapaciteten att tänka som en mänsklig individ. Dess tre delar är i ständig konflikt och tar tillsammans beslut åt NERV och Tokyo-3:s egentliga ledare. Naoko hade en kort relation med Gendo Ikari strax efter Yuis död, då båda fortfarande arbetade på GEHIRN. Men efter att Rei kallade henne "kärring" och sade att Gendo själv ofta kallar Naoko samma sak insåg hon att han enbart hade utnyttjat hennes känslor för att garantera att hon arbetade för honom. Naoko ströp Rei och begick därefter självmord. GEHIRN upplöstes och NERV grundades i dess ställe.

### Yui Ikari
Yui Ikaris (碇ユイ Ikari Yui) bakgrund täcks inte in i serien, men enligt Playstation 2-spelet "Neon Genesis Evangelion" var hennes far en högt uppsatt medlem av SEELE, vilket förklarar varför hon hade denna starka organisations stöd. Hon studerade genetisk modifiering på Kyotouniversitetet, där hon mötte sin framtida make Gendo samt sin mentor och betrodda vän Kozo Fuyutsuki. Efter avslutade studier blev hon medlem i Artificial Evolution Laboratory, föregångaren till GEHIRN, i Hakone och spelade en viktig roll i Project E.
Trots Fuyutsukis ogillande agerade Yui testobjekt i experimentet med Evangelion 01 år 2004, med orden "everything happens as it must". Hon tog med sig sin son Shinji till GEHIRN för att låta honom bevittna hennes sista ögonblick: Yui försvann under testet utan att lämna sin kropp efter sig och förklarades död samma år efter att försöken att rädda henne misslyckats. Trots att GEHIRN kallade det för en olycka var det som hände Yuis egna planer. Som en del av Evangelion 01 fortsatte hon att försäkra Shinji, och resten av mänskligheten, om en "ljus framtid" genom att personligen se till att SEELE:s planer aldrig fullständigt lyckades.
Gendos kärlek till henne är hela hans motivation för att genomföra SEELE:s Instrumentality Project. Hans saknad efter henne är så stark att han genomlever åren av hårt arbete i hopp om att få möta henne igen efter att ha blivit implementerad.
Shinji påverkas lika mycket av sin mor. Hennes frånvaro, och Gendos efterföljande avvisande av Shinji, är anledningen till hans antisociala, konflikträdda personlighet. Samtidigt är hennes moderliga beskydd, som Evangelion 01:s själ, ansvarig för dess kapacitet i slagen mot apostlarna. Genom End of Evangelion och Gainax själva har det bekräftats att den enda anledningen till Shinji och Gendos handlingar är deras längtan att få vara med Yui igen.

### Kyoko Zeppelin Soryu
Kyoko Zeppelin Soryu (惣流・キョウコ・ツェッペリン Sōryū Kyōko Zepperin) var Asukas mor och en viktig forskare på GEHIRN:s tyska del, vilken senare skulle bli NERV:s tredje gren, under utvecklingen av Evangelion 02, den första produktionsmodellen. Efter att ha deltagit i ett experiment med Evangelion 02 blev hon mentalt instabil och lades in på ett mentalsjukhus. Kyokos man påbörjade ett förhållande med hennes läkare, vilket senare kom att bli orsaken till Kyokos självmord år 2005, och då hon begravdes hade läkaren redan blivit Asukas styvmor.
Kyokos själ fängslades i Evangelion 02 som ett resultat av experimentet, men hur hennes kropp förblev intakt efter detta förblir ett omdiskuterat mysterium. En del spekulerar i att hon förlorade sin mentala stabilitet samtidigt med sin själ under GEHIRN:s experiment. I NGE2-spelet för PSP avslöjas att den moderliga delen av hennes själ togs ifrån henne, vilket förklarar varför hon inte längre såg Asuka som sin dotter.

## Andra karaktärer

### Keel Lorenz
Keel Lorenz (キール・ローレンツ) är SEELE:s ledare. Bland hans karaktärsdrag är de futuristiska glasögonliknande implantat han bär genom hela serien, vilket av många tolkas som att han är blind. Hans utseende ger intrycket av att han är uråldrig, och av de fåtal saker om hans bakgrund som nämns är att han är en person med hög politisk makt i Förenta Nationerna. Det mesta andra om honom är okänt och öppet för egna tolkningar. Hans kropp visas innehålla ett otal av artificiella komponenter när han löses upp i LCL i End of Evangelion.
En del fans tror honom vara karaktären ur legenden om den vandrande juden, men det finns inga belägg för detta i serien. Nyhetsurklipp med bilder av Lorenz tjugo år tidigare i historien visar honom vara synligt yngre. En annan teori är att han är en representation av Kain, Adam och Evas son, och den första mördaren, som dömdes av Gud att vandra i världen för alltid utan vila.
Inspirationen till namnet kommer från Konrad Lorenz, en zoolog känd främst för sina forskningar inom djurpsykologi.

### Kensuke Aida
Kensuke Aida (相田ケンスケ Aida Kensuke) är intresserad av prylar, bland annat militär utrustning. Han är Tojis bästa vän och ett av "de andra barnen", kandidater till att en dag kunna väljas ut som piloter av Evangelions. Han går i samma klass som Shinji, Rei, Asuka, Toji och Hikari och tillbringar sin fritid i bergen kring Tokyo-3 med att leka krig - ensam. Kensuke och Shinji blir vänner efter att Shinji plockat upp honom och Toji under slaget mot den fjärde aposteln. Kensuke drömmer om att bli Evangelionpilot och ber ständigt Shinji att genom dennes kontakter i NERV se till att han blir utvald som pilot, men Shinji svarar varje gång att han inte har något att säga till om. Kensuke njuter av privilegiet att vara en pilots vän, särskild då det ger honom möjligheten till en tur på FN:s största flotta ute till havs. Han lever ensam med sin far då hans mor är död, och är precis som Toji intresserad av Misato och ses sällan utan en videokamera i handen.

### Hikari Horaki
Hikari Horaki (洞木ヒカリ Horaki Hikari) är den intelligenta klasschefen i samma klass som Shinji och de andra piloterna. Som alla sina kamrater är hon ovetande om att hon också är kandidat till uppdraget som pilot. Trots sitt pedantiska beteende, en del av hennes ansvar som klasschef, har hon ett stort intresse för Toji. Hon verkar också vara Asukas enda vän; efter slaget mot den femtonde aposteln och dess mentala våldtäkt av Asuka stannar Asuka hos Hikari under en obestämd tid och nämner sin inre osäkerhet, tvivel och hat mot "allting, men främst mig själv". Att Asuka enbart berättar om detta för Hikari är ett tecken på deras vänskap.
Som de flesta av Shinjis klasskamrater är Hikaris mor död. Var hennes far är nämns aldrig, och hon verkar själv ta hand om sina två mindre syskon.

### Pen Pen
Pen Pen, eller Pen² (ペンペン) är en varmvatten-eudyptes sclateri, en pingvin från Nya Zeeland, med relativt hög intelligens. Enligt mangan är han resultatet av ett experiment på Misatos förra arbetsplats och togs hand om av henne, då hon inte ville se honom avlivas. Han bor i ett ombyggt kylskåp i hennes lägenhet, gillar att ta varma bad och äter all mat han kan få tag på. Han ses även läsa tidningen och se på TV, och agerar därmed som seriens maskot och humoristiska element.

## Mindre karaktärer
Langley
(Seiyu: Toshihiko Seki) Asukas pappa som förlorade omvårdnaden om henne efter skilsmässan, men återfick den efter Kyokos självmord.
Asukas styvmamma
Kyokos läkare som gifte sig med Asukas far efter skilsmässan och tog över rollen som Asukas mor efter Kyokos självmord.
"Dockan" Asuka
En docka som Asuka fick av sin mor, som modern behandlade som den verkliga Asuka då hon förlorade sin mentala stabilitet. Då Kyoko begick självmord "dödade" hon även dockan.
Shiro Tokita
(Seiyu: Yoshitada Otsuka) Ledare av Jet Alone-projektet.

## Kuriosa
Många av karaktärerna i Neon Genesis Evangelion är namngivna efter japanska slagskepp från andra världskriget.
SEELE är "själ" på tyska, GEHIRN är "hjärna".